# Campeonato Mundial de Natação em Piscina Curta de 2018 - 400 m livre masculino
A prova dos 400 metros nado livre masculino do Campeonato Mundial de Natação em Piscina Curta de 2018 foi disputado no dia 11 de dezembro de 2018, no Hangzhou Sports Park Stadium, em Hangzhou, na China. 

## Recordes
Antes desta competição, os recordes mundiais e do campeonato nesta prova eram os seguintes:
|                       | Nome          | Nacionalidade | Tempo   | Local  | Data                   |
| --------------------- | ------------- | ------------- | ------- | ------ | ---------------------- |
| Recorde mundial       | Yannick Agnel | França        | 3:32.25 | Angers | 15 de novembro de 2012 |
| Recorde do campeonato | Péter Bernek  | Hungria       | 3:35.01 | Doha   | 5 de dezembro de 2014  |

Os seguintes recordes mundiais ou do campeonato foram estabelecidos durante esta competição: 
| Data           | Evento | Nome         | Nacionalidade | Tempo   | Notas                 |
| -------------- | ------ | ------------ | ------------- | ------- | --------------------- |
| 11 de dezembro | Final  | Danas Rapšys | Lituânia      | 3:34.01 | Recorde do campeonato |

## Medalhistas
| Ouro               | Prata                     | Bronze               |
| Danas Rapšys (LTU) | Henrik Christiansen (NOR) | Gabriele Detti (ITA) |

## Resultados

### Eliminatórias
As eliminatórias ocorreram dia 11 de dezembro com um total de 41 nadadores. 
| Colocação | Bateria | Raia | Nadador                     | Nacionalidade      | Tempo   | Notas            |
| --------- | ------- | ---- | --------------------------- | ------------------ | ------- | ---------------- |
| 1         | 3       | 4    | Danas Rapšys                | Lituânia           | 3:36.65 | Q,               |
| 2         | 4       | 5    | Henrik Christiansen         | Noruega            | 3:38.04 | Q                |
| 3         | 4       | 6    | Fernando Scheffer           | Brasil             | 3:39.10 | Q,               |
| 4         | 5       | 9    | Zane Grothe                 | Estados Unidos     | 3:39.73 | Q                |
| 5         | 5       | 4    | Aleksandr Krasnykh          | Rússia             | 3:39.86 | Q                |
| 5         | 5       | 5    | Martin Malyutin             | Rússia             | 3:39.86 | Q                |
| 7         | 5       | 3    | Gabriele Detti              | Itália             | 3:39.89 | Q                |
| 8         | 4       | 2    | Wojciech Wojdak             | Polónia            | 3:40.36 | Q                |
| 9         | 4       | 3    | Ji Xinjie                   | China              | 3:40.47 |                  |
| 10        | 5       | 6    | Matteo Ciampi               | Itália             | 3:42.27 |                  |
| 11        | 4       | 7    | Jan Micka                   | Chéquia            | 3:42.31 |                  |
| 12        | 5       | 8    | David Aubry                 | França             | 3:42.62 |                  |
| 13        | 3       | 2    | Marcelo Acosta              | El Salvador        | 3:42.74 | Recorde nacional |
| 14        | 4       | 9    | Marwan Elkamash             | Egito              | 3:43.26 | Recorde nacional |
| 15        | 4       | 4    | Péter Bernek                | Hungria            | 3:43.74 |                  |
| 16        | 5       | 7    | Velimir Stjepanović         | Sérvia             | 3:44.16 |                  |
| 17        | 5       | 1    | Miguel Nascimento           | Portugal           | 3:44.79 |                  |
| 18        | 4       | 0    | Richard Nagy                | Eslováquia         | 3:45.22 |                  |
| 19        | 3       | 8    | Ahmed Hafnaoui              | Tunísia            | 3:45.98 |                  |
| 20        | 2       | 5    | Wang Hsing-hao              | Taipé Chinesa      | 3:46.05 | Recorde nacional |
| 21        | 3       | 0    | Yordan Yanchev              | Bulgária           | 3:46.13 |                  |
| 22        | 2       | 4    | Nguyễn Hữu Kim Sơn          | Vietname           | 3:46.14 | Recorde nacional |
| 23        | 5       | 0    | Dániel Dudás                | Hungria            | 3:46.65 |                  |
| 24        | 4       | 8    | Fuyu Yoshida                | Japão              | 3:46.96 |                  |
| 25        | 3       | 1    | Pit Brandenburger           | Luxemburgo         | 3:46.97 |                  |
| 26        | 3       | 5    | Alexander Trampitsch        | Áustria            | 3:47.71 |                  |
| 27        | 4       | 1    | Adam Paulsson               | Suécia             | 3:47.84 |                  |
| 28        | 3       | 9    | Igor Mogne                  | Moçambique         | 3:48.76 |                  |
| 29        | 5       | 2    | Qiu Ziao                    | China              | 3:50.58 |                  |
| 30        | 2       | 3    | Irakli Revishvili           | Geórgia            | 3:51.86 |                  |
| 31        | 3       | 3    | Oli Mortensen               | Ilhas Feroé        | 3:53.25 |                  |
| 32        | 3       | 7    | Siwat Matangkapong          | Tailândia          | 3:55.67 |                  |
| 33        | 3       | 6    | Matthew Hyde                | Nova Zelândia      | 3:56.14 |                  |
| 34        | 1       | 5    | Cristian Santi              | San Marino         | 4:00.66 |                  |
| 35        | 2       | 2    | Amadou Ndiaye               | Senegal            | 4:00.92 | Recorde nacional |
| 36        | 2       | 1    | Ardi Zulhilmi Mohamed Azman | Singapura          | 4:04.28 |                  |
| 37        | 2       | 7    | Andrej Stojanoski           | Macedônia do Norte | 4:05.12 |                  |
| 38        | 1       | 3    | Amir Abbas Amrollahi Biuoki | Irão               | 4:05.76 | Recorde nacional |
| 39        | 2       | 8    | Spiro Goga                  | Albânia            | 4:06.92 |                  |
| 40        | 2       | 6    | Stefano Mitchell            | Antígua e Barbuda  | 4:06.94 |                  |
| 41        | 1       | 4    | Vadym Semkiv                | São Martinho       | 4:37.35 |                  |

### Final
A final foi realizada em 11 de dezembro. 
| Colocação         | Raia | Nadador             | Nacionalidade  | Tempo   | Notas            |
| ----------------- | ---- | ------------------- | -------------- | ------- | ---------------- |
| Medalha de ouro   | 4    | Danas Rapšys        | Lituânia       | 3:34.01 | ,                |
| Medalha de prata  | 5    | Henrik Christiansen | Noruega        | 3:36.64 | Recorde nacional |
| Medalha de bronze | 1    | Gabriele Detti      | Itália         | 3:37.54 |                  |
| 4                 | 7    | Martin Malyutin     | Rússia         | 3:37.75 |                  |
| 5                 | 2    | Aleksandr Krasnykh  | Rússia         | 3:37.97 |                  |
| 6                 | 6    | Zane Grothe         | Estados Unidos | 3:38.99 |                  |
| 7                 | 8    | Wojciech Wojdak     | Polónia        | 3:39.22 |                  |
| 8                 | 3    | Fernando Scheffer   | Brasil         | 3:39.40 |                  |

Legenda
| Recorde mundial       | Recorde mundial (World record)               |                       | Recorde africano                      | Recorde africano (African) |                                           | Q | Classificado por posição (Qualified) |
| Recorde do campeonato | Recorde do campeonato (Championship record)  | Recorde da América    | Recorde da América (Americas)         | q                          | Classificado por melhor tempo (Qualified) |   |                                      |
| Melhor marca do ano   | Melhor marca do ano (World leading)          | Recorde asiático      | Recorde asiático (Asian)              | DNS                        | Não largou (Did not start)                |   |                                      |
| Recorde nacional      | Recorde nacional (National record)           | Recorde europeu       | Recorde europeu (European)            | DNF                        | Não terminou (Did not finish)             |   |                                      |
| Recorde pessoal       | Recorde pessoal do atleta (Personal best)    | Recorde da Oceania    | Recorde da Oceania (Oceania)          | DSQ / DQ                   | Desclassificado (Disqualified)            |   |                                      |
| Recorde da temporada  | Recorde da temporada do atleta (Season best) | Recorde sul-americano | Recorde sul-americano (South America) | NM                         | Sem marca (No mark)                       |   |                                      |